# ヒーローズ・オブ・マイト・アンド・マジック
『ヒーローズ・オブ・マイト・アンド・マジック』（Heroes of Might and Magic、略：HoMM）は、ニュー・ワールド・コンピューティング社（NWC）より発売されたコンピュータゲームのシリーズ作品。『マイト・アンド・マジック』シリーズの派生作品で、NWC社が3DO社に買収されたため3DO社に版権が移り、その後3DO社の倒産時にユービーアイソフト社に版権が移っている。シリーズは1995年に第1作がリリースされ、2015年に最新の第7作がリリースされている。
このゲームはターン制のファンタジーシミュレーション（ターン制ストラテジー）であり、プレイヤーはファンタジー世界のクリーチャーを率いたヒーローを操作して戦争を行うことを特色としている。
このシリーズはDOSおよびWindowsをプラットフォームとし、いくつかの作品ではMac OSがサポートされている。ヒーローズ3はLinuxへ移植されている。またリメイク作品が、ゲームボーイカラーとPlayStation 2で作られた。

## シリーズ
King's Bounty（1990年）
厳密にはHoMMシリーズに含めることはできないが、後のHoMMシリーズの原型であるため、ここに挙げた。HoMMシリーズのアンソロジーの一部にも収録されている。後にPlayStation 2用のゲームとしてリメイクされ、「Heroes of Might and Magic: Quest for the Dragon Bone Staff」のタイトルで発売された。2008年には『キングス・バウンティ』の財産権を取得した1C Companyから『キングズ バウンティ ザ レジェンド』が発売された。
Heroes of Might and Magic （1995年）
ストラテジーゲーム『キングス・バウンティ』の成功後、その後継作として『マイト・アンド・マジック』のグラフィック（World of Xeenの顔グラフィック）や世界観を取り込んだ『ヒーローズ・オブ・マイト・アンド・マジック』が作られた。
Heroes of Might and Magic II the Succession Wars （1996年）
エンロスの王位継承戦争を描く作品であり、この作品からRPG本編とヒーローズシリーズとは世界観を完全に共有し、協調して作品が作られていった。善のローランドと悪のアーチバルドのどちらに仕えるかを選択でき、2とおりのキャンペーンをプレイできる（ただし、続編のストーリーはローランド側が勝利したものとして展開する）。本編VIはこのHoMM2の後の時代にあたる。
拡張パック「The Price of Loyalty」（1997年）が発売された。
Heroes of Might and Magic III the Restoration of Erathia （1999年）
HoMM2の続編であり、MM6と時間軸で並行する作品である。ストーリーはリッチとして転生させられたグリフォンハート王に支配されたエラシアを、王の娘であるキャサリン王女が復興させるというもの。本編VIIはこのエラシア復興後の話となる。
拡張パック「The Armageddon's Blade」（1999年）と「The Shadow of Death」（2000年）の2本が発売された。「The Armageddon's Blade」は本編VIIの続きで、本編で救出されたローランドも登場し、本編VIより続いたクリーガンとの戦いに決着をつける。
Heroes of Might and Magic IV （2002年）
HoMM2,3とMM6,7の世界は、この作品のオープニングで破壊され、人々は新世界に移行した。その新世界をベースとした作品。HoMM3の登場人物が多数引き継がれている。
拡張パック「The Gathering Storm」（2002年）と「Winds of War」（2003年）の2本が発売された。
Heroes of Might and Magic V （2006年）
ユービーアイソフトに版権が買われてからの新生マイトアンドマジックの第一作目。開発はニーバルで、ジョン・カネガムは関わっていない。従来のシリーズと違い、フル3Dである。また、世界観も新しいものとなっている。
拡張パック「Hammers of Fate」（2006年）と「Tribes of the East」（2007年）が発売された。
Might & Magic Heroes VI （2011年）
タイトルをわずかに変えて発売されたシリーズ第6作。HoMM5の400年前の話となる。開発はBlack Hole Entertainmentだが、その後倒産したため、拡張パックはVirtuosが開発している。
アドベンチャーパック「Pirates of the Savage Sea」（2012年）と「Danse Macabre」（2012年）が、拡張パックとして「Shades of Darkness」 （2013年）が発売された。
Might & Magic Heroes VII （2015年）
前作の拡張パック、「Shades of Darkness」の200年後が舞台。開発は「Might & Magic X: Legacy」を開発したLimbic Entertainment。

## ゲームスタイル
このゲームはターン制ストラテジーというジャンル枠に入る。タイトルの由来になっているヒーローをプレイヤーキャラクターとして操作して、軍勢を編成したり、マップ上を移動したり、リソースを確保したり、戦闘に参加したりできる。ヒーローにはロールプレイングゲームの要素も取り入れられており、能力値（率いている軍勢にボーナスを与える）、アーティファクト（ヒーローの能力を向上する）、魔法の呪文（敵を攻撃したり戦略上のアドバンテージを得たりするのに使える）などが設定されている。また、ヒーローは戦闘により経験レベルが上がっていき、ベテランのヒーローは新米のヒーローと比べて非常に強力になる。キャンペーンでは経験を積んだヒーローを次のゲームに持ち越せる場合もあるが、シングル・シナリオではヒーローを持ち越すことはできない。
通常のマップでは、プレイヤーはゲーム開始時に特定の属性の街を1つ支配している。属性の数はゲームごとにさまざまで、最も少ないのが HoMM I の4種類、最も多いのが HoMM III の拡張パック Armageddon's Blade の9種類である。プレイヤーは、街の属性ごとに決まった種類のクリーチャーを雇うことができる。また、その街のヒーローのクラス、特別なボーナスや能力、スキルや魔法の傾向なども街の属性によって決まる。
収入を得たり新しいクリーチャーを雇ったりするのは主に街であるため、街は重要な役割を果たす。ゲームの典型的な目標は、敵の街をすべて占領することである。中立の街があるマップもあり、ヒーローを送り出すことはないがどのプレイヤーも占領することができる。街を占領しても属性は変わらないため、街を占領したヒーローは複数の属性の複合部隊を編成することができる。支配下の街とヒーローをすべて失ったプレイヤーまたはチームはゲームから脱落する。特殊な条件がない限り、最後まで残ったプレイヤーまたはチームが勝者となる。
シリーズを通して、聖杯または「究極のアーティファクト」と呼ばれる強力な品物を獲得するという副次的な目的もよく登場する。これはマップ上のランダムな場所に埋まっている。ヒーローがオベリスクと呼ばれる特別な場所を訪れると、ジグソーパズルのようなマップからピースが取り除かれ、埋められた場所が徐々に明らかになる。これを発見したプレイヤーは、膠着状態を打破できるような非常に大きいボーナスを得る。聖杯を街に持ち帰った場合は特別な建造物を建設できる。究極のアーティファクトは所有者に直接ボーナスを与える。

### 時間とリソースのモデル
1ターン（全プレイヤーの移動から構成される）は1日を表し、さらに週や月（4週間）という周期もある。主要なリソースは黄金で、街から毎日得られる。基本的な建物やほとんどのクリーチャーは金だけで手に入る。街を発展させていくには、木材や鉱石などの副次的なリソースも必要になる。これらのリソースは、金と同様に、マップ上でヒーローが占領した鉱山で生産される。街と同じく鉱山も敵のヒーローが占領している場合があり、衝突の要因になる。
週の始めに、クリーチャーの住処で雇えるクリーチャーの数が増える。一部のゲームでは、月の始めにマップ上に中立の軍勢が生成され、新しい挑戦と機会が提供される。

### 戦闘
戦闘が始まると、ゲームは冒険マップからヘクスまたは正方形のグリッドによる戦闘画面に切り替わる。戦闘モードはターン制の戦術級シミュレーション・ゲームに似ている。交戦中の軍勢は、援軍を求めたり優雅に退却したりする機会がない状況で最後まで戦わなければならない。少数の例外を除いて、ヒーローが軍勢を見捨てて逃げ出すか、軍勢が壊滅するか、高額の身代金を支払って降伏することで戦闘が終了する。降伏した場合は生き残ったユニットをそのまま残すことができる。
軍勢の中のクリーチャーは、その数に関係なく1種類のクリーチャーのユニットとして表される。軍勢内のユニット数には上限があり、その数はゲームによって異なる。プレイヤーは通常、消耗の割合が最適になるようにユニットを作戦的に行動させる。
ゲームには自動戦闘オプションもあり、コンピュータがプレイヤーに代わって戦術的な決定を行う。ヒーローは率いている軍勢にボーナスを与えるという形で消極的に戦闘に参加するが、呪文を唱えて積極的に戦闘に参加することもできる。ほとんどのゲームにおいてヒーローはユニットではないため、ダメージを受けることはない。ただし、HoMM IV ではヒーローも通常のユニットとして行動し、殺されることもありえる。
戦闘はさまざまなランダム要素に左右される。ダメージ決定にサイコロをシミュレートするだけでなく、ヒーローの能力や特別なボーナスなどさまざまな要因がユニットの運と士気に影響し、戦闘時にボーナスを受ける確率が変わる。幸運なユニットはより多くのダメージを与えたり、受けるダメージが少なくなったりする。士気の高いユニットは余分に行動できることがある。一部のゲームでは運と士気がマイナスになる場合もあり、正反対の影響を受ける。

### システムの変遷
ヒーローが呪文を学習すると、呪文記憶方式（HoMM I）またはスペル・ポイント方式（II-V）により、さまざまな呪文を使えるようになる。
HoMM II からは二次スキルが導入された。ヒーローは一定数の二次スキルをさまざまな熟練レベルで習得することができる。二次スキルを習得したヒーローは、兵站スキルによって軍の移動可能距離が増えたり、リーダーシップ・スキルによって軍の士気が上昇するなど、さまざまなボーナスを得る。

### 街の種類
街(種族)はシリーズによって部隊の構成や呼び名が異なるが、大まかな分類はシリーズを通して共通している。

#### キャッスル(ヘイブン、ナイト)
全シリーズに登場。
歩兵、弓兵、騎兵、騎士など、主に人間で構成された街。人間以外にグリフォンやエンジェルなどが加わっているシリーズもある。
勇者は攻撃力と防御力に長けている。

#### ストロングホールド(バーバリアン)
全シリーズに登場。Vでは拡張のTribes of the Eastにのみ登場。
ゴブリンやオーク、サイクロプスなど、好戦的な種族で構成された街。
勇者は高い攻撃力を誇るが、魔法は得意ではない。

#### シルバン(プリザーブ、ランパート、ソーサレス)
全シリーズに登場。
エルフ、ドルイド、ユニコーンなど、主に森に生息する部隊で構成された街。IIやIIIではドワーフも属していたが、IV以降では他の街に属する。
IVでは街の施設から非常に多くの種類のクリーチャーを召還して雇うことができる。
勇者は知性と攻撃力や防御力に優れている。

#### アシュラム(ダンジョン、ワーロック)
全シリーズに登場。
ミノタウルス、メデューサ、ブラックドラゴンなど、主に洞窟に生息する生物で構成された街。
勇者は高い攻撃力と魔力を持つ。

#### ネクロポリス(ネクロマンサー)
IIから登場。
スケルトンやゾンビ、ヴァンパイアなどの死者で構成された街。
IVでは悪魔の部隊との混成になっている。
勇者は高い魔力を持ち、戦闘で死んだ敵クリーチャーを死者として蘇らせ、自部隊に加えることができる。

#### アカデミー(タワー、ウィザード)
IIから登場。
遠隔攻撃の得意なグレムリン(II、IVではハーフリング)、メイジ、タイタンを中心とした街。他にも魔法で動く人工物のガーゴイルやゴーレムなども属する。
勇者は高い知性を持つ。

#### インフェルノ
IIIから登場。
インプ、ケルベロス、デーモンなどの悪魔で構成された街。
IVでは死者の部隊との混成になっている。
勇者は高い攻撃力と魔力や知性を持つ。

#### フォートレス
IIIと、Vの拡張(Hammers of Fate及びTribes of the East)に登場。
同じフォートレスでもIIIとVでは構成が全く異なる。
IIIのフォートレスはリザードマン、ヒドラなどの沼地に生息する生物で構成され、Vのフォートレスは主にドワーフで構成されている。
勇者は高い防御力を持つ。

#### コンフラックス
IIIの拡張(Armageddon's Blade及びShadow of Death)にのみ登場する、エレメンタルで構成された街。

### リプレイ性
このシリーズにはマップ・エディタやランダム・マップ・ジェネレータが搭載され、繰り返しプレイできる。

## 派生作品

### Heroes Chronicles（2000年）
HoMM3からの派生作品。HCと略される。主人公は全作通して野蛮人Tarnumであり、死後Ancestorの審判により楽園に入るには罪深すぎるとして世界の危機を救うための駒として使われる物語である。後にHoMM4の冒頭でGeluと戦い、世界を破滅に導くことになった。ゲームシステムはHoMM3のものを多少カスタマイズしただけであり、見た目はまるっきり同じである。
Heroes Chronicles Conquest of the Underworld
Heroes Chronicles Warlords of the Wasteland
Heroes Chronicles Clush of the Dragons
Heroes Chronicles Masters of the Elements
Heroes Chronicles the World Tree
3DOのホームページでダウンロードできるシナリオで、HCシリーズを2作購入した人だけがインストールすることができた。Ancestorの1人Vorrが狂気に陥り、世界樹を破壊しようとするのを阻止する物語。
Heroes Chronicles the Fiery Moon
3DOのホームページでダウンロードできるシナリオで、HCシリーズを3作購入した人だけがインストールすることができた。the World Treeの続編で狂気に陥ったVorrを倒す物語。
Heroes Chronicles the Final Chapters
「Heroes Chronicles Revolt of the Beastmasters」と「Heroes Chronicles the Sword of Frost」の2本のシナリオを含むパッケージである（当初はそれぞれが単品販売される予定だった）。米国では3DOの通販サイトでのみ販売しており、一般販売は行われていなかった。英国では一般販売されたため、このパッケージを輸入した日本人もいる。
「Armageddon's BladeとSword of Frostがぶつかる時、世界は滅びる」この予言を阻止するため、Armageddon's Bladeの使い手であるGeluはSword of Frostを破壊するために旅にでた。彼の親友であったTarnumはArmageddon's BladeとSword of Frostが出会うこと自体を避けようと、Geluに先回りしてSword of Frostを手に入れんと探索を始める。

### その他
- Crusaders of Might and Magic（1999年、ウィンドウズ用）と（2000年、PlayStation用）
- Heroes of Might and Magic（2000年、ゲームボーイカラー用）
- Heroes of Might and Magic II（2000年、ゲームボーイカラー用）
- Heroes of Might and Magic: Quest for the Dragon Bone Staff (2001年、PlayStation 2用)

King's Bountyの拡張リメイク作品
- Heroes of Might and Magic Online（2008年）
- Might and Magic: Heroes Kingdoms（2009年）
- Might & Magic: Clash of Heroes（2009年、ニンテンドーDS用）、（2011年、Xbox Live Arcade用、PSN用、PC用）
  - Might & Magic Clash Of Heroes: DLC I am the Boss（2011年）

## 評価
このシリーズはおおむね好意的に評価されており、GameRankingsでは平均して70台後半から80台後半のスコアを得た。